# Quarinhof

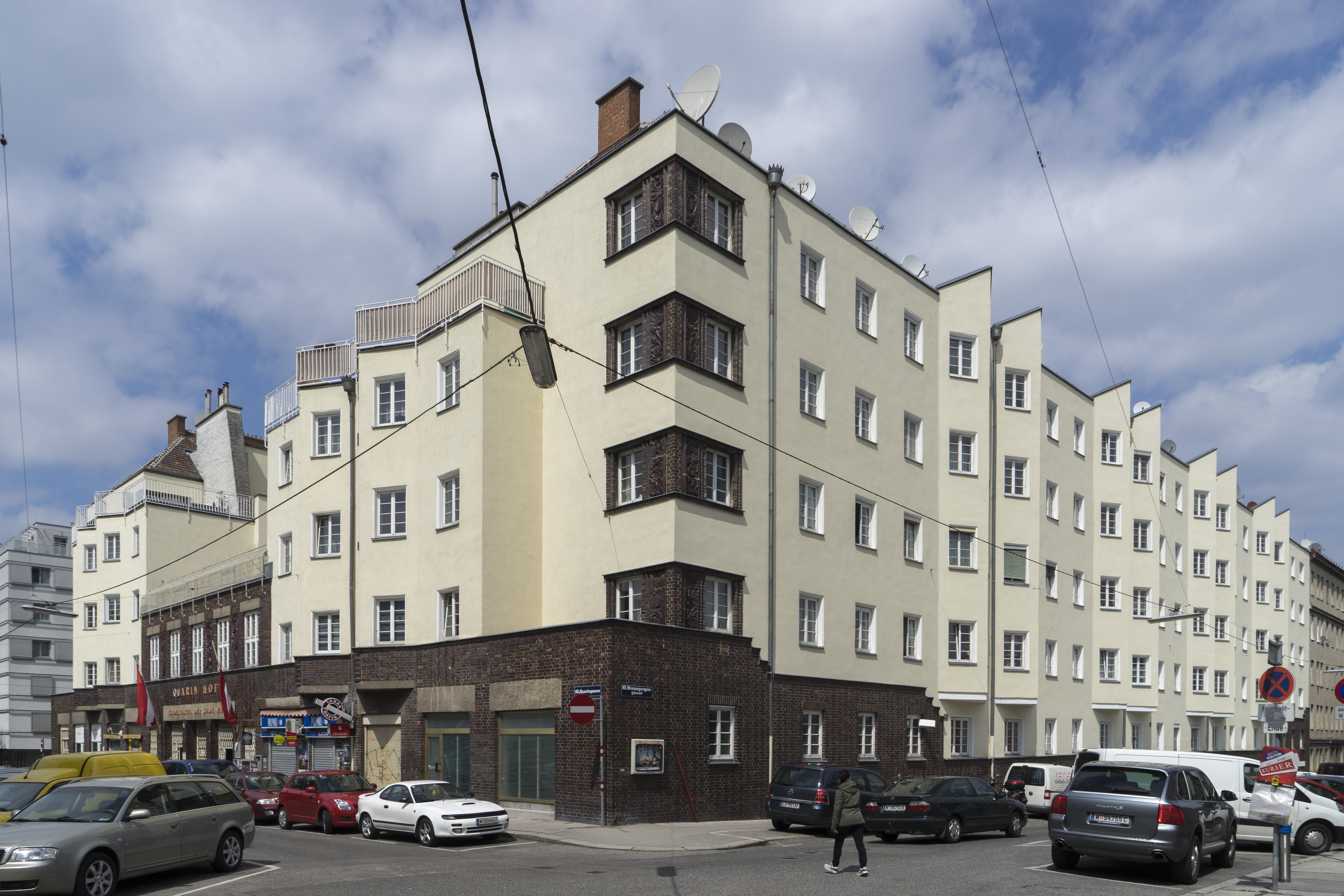
Quarinhof

Der Quarinhof ist eine städtische Wohnhausanlage im 10. Wiener Gemeindebezirk Favoriten. Er befindet sich in der Quaringasse 16 und steht unter Denkmalschutz. 

## Baubeschreibung
An Stelle eines gründerzeitlichen Wohnhauses aus dem Jahr 1904 wurde 1924–1925 der Quarinhof als einer der ersten Gemeindebauten Favoritens im Rahmen des umfangreichen Wohnbauprogramms des Roten Wien durch die Architekten Hans Jaksch und Siegfried Theiss errichtet. Die Anlage umfasst 124 Wohnungen und ist als dreiseitige Blockrandverbauung um einen zentralen Innenhof konzipiert. Besonderes Augenmerk wurde bei der Errichtung auf Kinder als Bewohner der Wohnhausanlage gerichtet. Schon die Benennung nach dem Arzt Joseph von Quarin, der das erste Wiener Findelhaus begründete, nimmt darauf Bezug. Die Südfassade in der Quaringasse ist geöffnet, um ausreichenden Lichteinfall in den Hof zu gewährleisten. Dort befindet sich in zentraler Lage ein Kindergarten, der an der Außenfassade Reliefs zeigt, die das Motiv der Kindheit thematisieren.

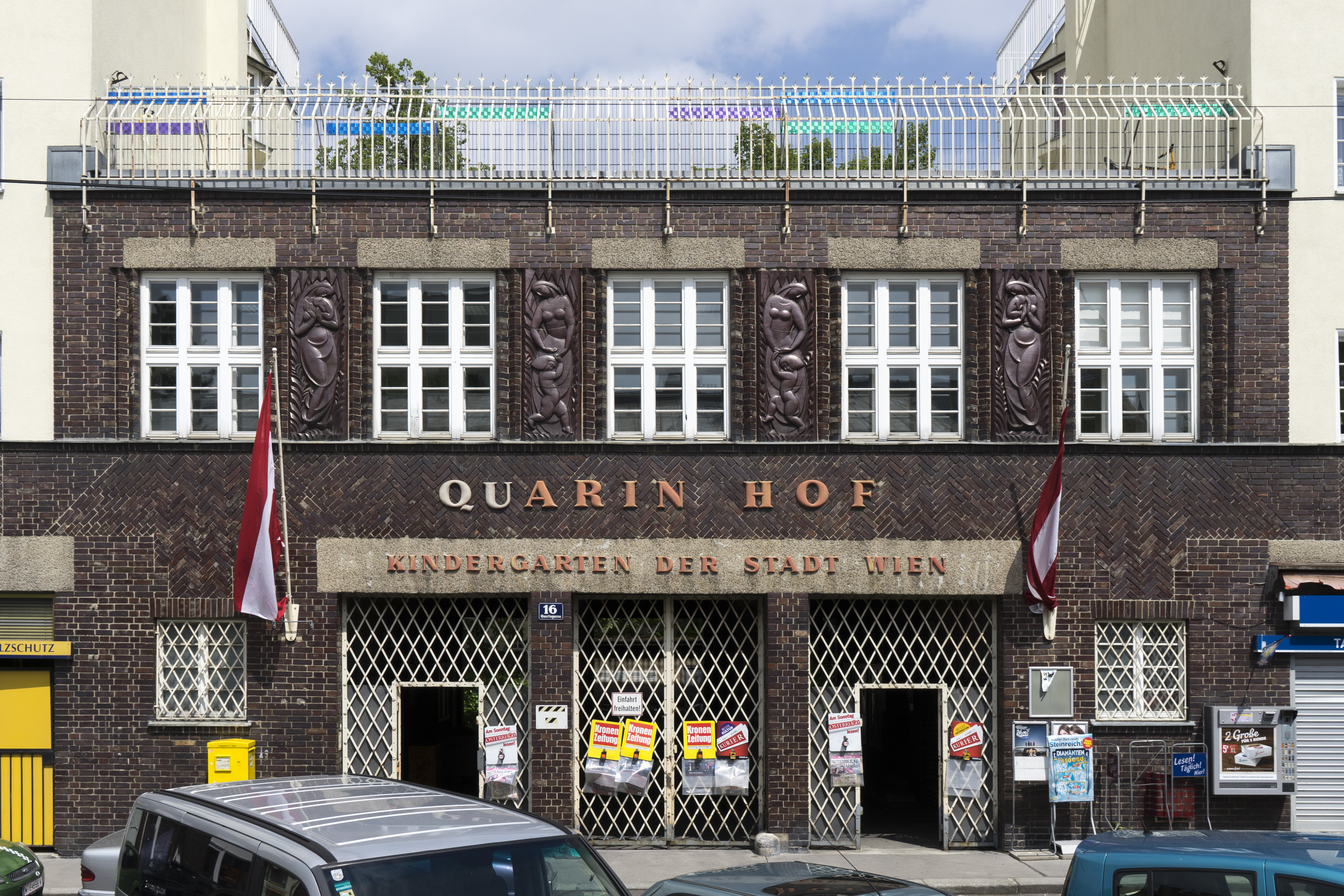
Toreinfahrt des Quarinhofes

Die Seitenflügel an den ansteigenden Straßen Braunspergengasse und Zur Spinnerin sind sechsgeschoßig, während die Fassade an der Quaringasse sich zu einem eingeschoßigen Mitteltrakt mit Toreinfahrt absenkt. Die gesamte Sockelzone, die in der Quaringasse Geschäftslokale umfasst, ist rundum durch Sichtziegel akzentuiert. Ebenso ist über der breiten Toreinfahrt mit Schmiedeeisengitter das eine Geschoß, in dem sich ein Kindergartensaal befindet, mit dunkel glasierten Klinkerziegeln gestaltet. Zwischen den Fenstern dieses Torüberbaus befinden sich vier große keramische Reliefs von Ferdinand Opitz, die Mütter mit Kindern darstellen. Künstlerisch gestaltet wurden auch die über Eck geführten Flächen zwischen den Fenstern an den Gebäudekanten, die ornamentale Reliefs auf Glasurziegeln von Othmar Schimkowitz zeigen. Die betonte Verwendung von Sichtziegeln als Gestaltungselemente steht in Zusammenhang mit dem Standort der Wohnhausanlage am Wienerberg, wo traditionell Ziegel hergestellt wurden. Die ursprünglich vorhandenen Brunnenfiguren von Oskar Thiede im Innenhof existieren nicht mehr. Die Wandmalereien im Kindergarten stammen von Fritz Zerritsch dem Jüngeren. Eine Gedenktafel erinnert an Anton Mayer, einen Kommunisten, der hier wohnte und 1943 hingerichtet wurde.